# (5054) Keil
(5054) Keil ist ein Asteroid des Hauptgürtels, der am 12. Januar 1986 vom US-amerikanischen Astronomen Edward L. G. Bowell an der Anderson Mesa Station (IAU-Code 688) des Lowell-Observatoriums in Coconino County entdeckt wurde.
Der Asteroid wurde nach dem deutsch-US-amerikanischen Mineralogen Klaus Keil (1934–2022) benannt, der zwischen 1963 und 1968 die Abteilung Kosmochemie der NASA leitete und durch seine Spektralanalysen nahezu aller Typen von Meteoriten zum besseren Verständnis der Zusammensetzung von Asteroiden beitrug.